# Antonio Maria Avogadro
Antonio Maria Avogadro (Brescia, 1500 – Aversa, settembre 1528) è stato un politico e militare italiano del XV secolo.

## Biografia
Antonio Maria nacque a Brescia ed era figlio di Luigi Avogadro, che era stato protagonista delle congiure antifrancesi del XVI secolo.
Dopo la riconquista di Brescia da parte dell'esercito francese, Gastone di Foix fece uccidere la maggior parte dei capeggiatori della rivolta, primo fra tutti il padre di Antonio, Luigi Avogadro e i suoi fratelli Pietro e Francesco. Antonio Maria riuscì a scappare, all'età di 12 anni, grazie all'aiuto dello zio, il conte mantovano Francesco Strozzi. Si rifugiò in montagna, probabilmente in Val Trompia dove risiedeva il feudo di famiglia, riuscendo ad eludere i tentativi di cattura del conte di Lodrone desideroso di intascare la taglia di 1 000 ducati promessa dai francesi.
Fuggito a Venezia gli venne concessa una provvigione annua generosa ed entrò al servizio della Serenissima. Affidato dal Consiglio dei Dieci ad Antonio da Fino, sposò nel 1517 una Fregoso.
Rimandato a Brescia, fu ufficiale di cavalleria del duca d'Urbino. Capitano al servizio della Repubblica Veneta, sconfisse la Marca d'Ancona e agli ordini di Lautrecht combatté negli Abruzzi, distinguendosi a Civitella del Tronto e nell'assalto di Napoli.
La sua salma è tumulata nella chiesa di Chiesa di Sant'Agata (Brescia).